# Lophontosia
Lophontosia is een geslacht van vlinders van de familie tandvlinders (Notodontidae).

## Soorten
- L. cuculus Staudinger, 1887
- L. draesekei Bang-Haas, 1927
- L. fusca Okano, 1959
- L. pryeri Butler, 1879
- L. sinensis Moore, 1877